# ویلم اندرسون
ویلم اندرسون (انگلیسی: Vilhelm Andersson؛ ۱۱ مارس ۱۸۹۱ – ۲۱ سپتامبر ۱۹۳۳ (aged 42)) ورزشکار واترپلو اهل سوئد بود.
وی در مسابقات کشوری و بین‌المللی در مجموع برندهٔ ۱ مدال نقره، ۱ مدال برنز شده‌است.